# Persécution des chrétiens

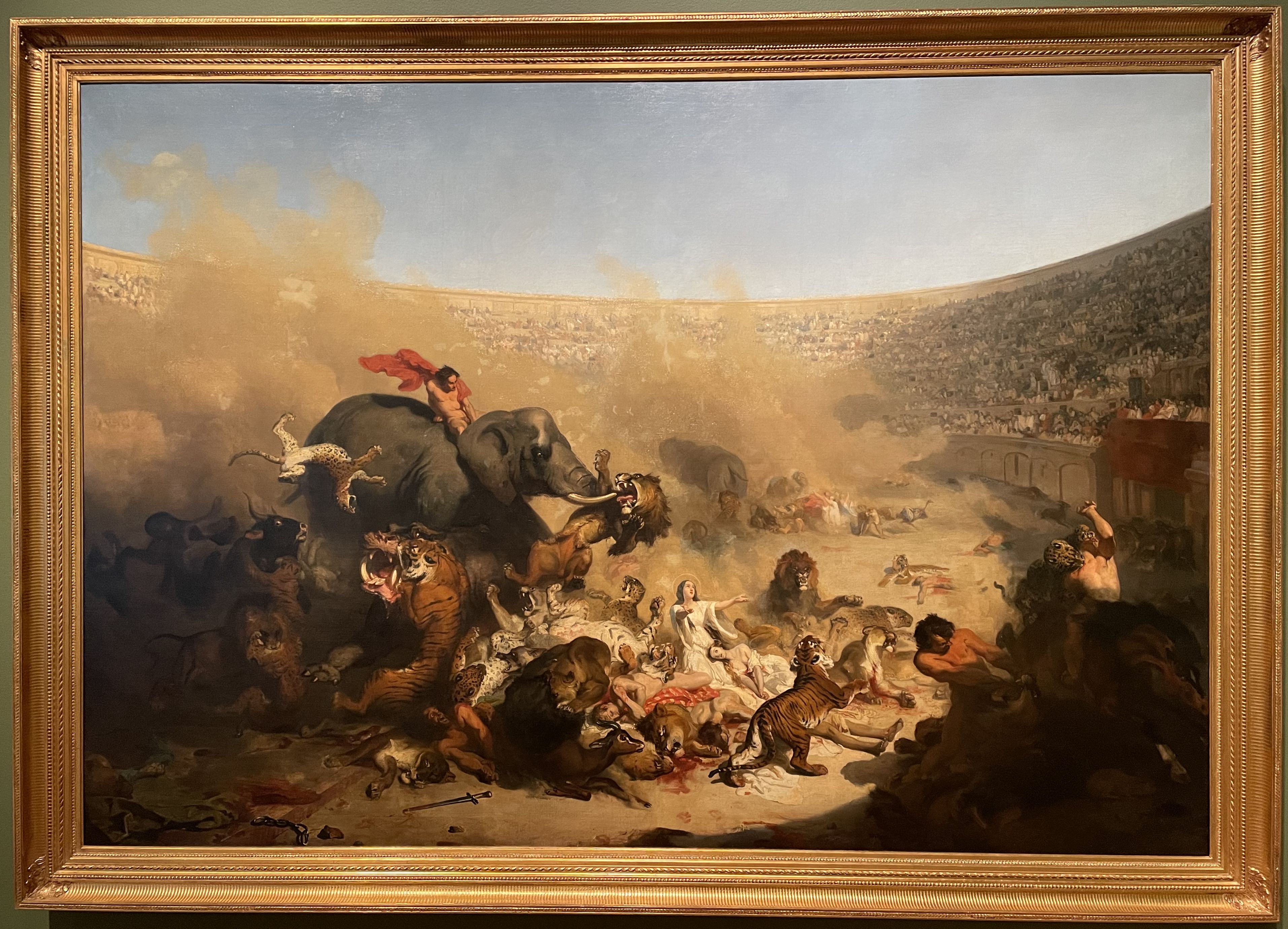
Les chrétiens livrés aux bêtes dans le Colisée de Rome sous l’empereur Domitien l’an 90 de Jésus-Christ, tableau de Louis-Félix Leulier.

La persécution des chrétiens recouvre une diversité d'actions et de comportements dont le point commun est une répression au caractère injuste, cruel et persistant des croyants chrétiens, de leurs clercs, représentants ou de leurs institutions religieuses par des pouvoirs religieux ou laïcs  faisant montre d’acharnement voire d'une volonté d'anéantissement.
Des persécutions de chrétiens ont ainsi pu aller jusqu'à des massacres organisés par certains régimes.

## Typologie
Pour l'historienne Marie-Françoise Baslez, les définitions du concept de persécution religieuse sont imprécises. Au XXIe siècle, le terme « persécution » s'applique généralement à une répression au caractère injuste, cruel et « persistant », c'est-à-dire faisant intervenir l’acharnement et la volonté d’anéantissement. 
Sur un plan juridique, les droits de l’homme, représentant une norme universelle et supranationale depuis le milieu du XXe siècle, définissent la liberté religieuse comme un droit de la personne déterminé par la liberté de conscience, un champ dont il est difficile de cerner précisément les contours. Cependant et dans la mesure où les droits de l'homme  établissent la liberté de culte, individuelle et collective, la persécution peut alors être décrite comme « l’impossibilité de vivre publiquement sa religion ou ses convictions dans un État ou une société gérés selon d’autres normes légales ». 
L'absence de définition conceptuelle précise de la persécution en droit international rend l'acception de la notion évolutive et contextualisée, rendant parfois difficile l'identification de persécutions locales qui revêtent toujours une apparence légale : peut ainsi identifier des « lois persécutrices » qui n'ont rien d'illégal mais qui ont pour objectif d'aboutir à plus ou moins moyen terme à la disparition d’une minorité religieuse. 
Pour Marie-Françoise Baslez, l’approche historienne est nécessaire, mais complexe, pour cerner le phénomène : celle-ci pose la nécessité d'une approche critique de la documentation disponible aussi bien du côté des agresseurs que de celui des victimes, en évitant de se limiter à des jugements de valeur émotionnels, afin de tenter de comprendre l'ensemble des acteurs concernés, y compris sociaux et politiques, souvent moins apparents dans les sources, en se gardant de conclure trop hâtivement face à des faits exceptionnels dans une répression ordinaire de régimes policiers ou militaires, ou lorsque sont visés des lieux symboliques comme les édifices religieux ou des personnalités religieuses en vue.

## Antiquité romaine
Au cours du premier siècle de l'Empire romain, les chrétiens sont peu nombreux généralement tolérés mais parfois sujets à des persécutions locales et sporadiques, souvent en raison de leur refus d'adorer les dieux de l'Empire. Ainsi, d'un point de vue historique, on ne peut parler de persécution religieuse — au sens contemporain — à propos des chrétiens durant les deux premiers siècles de l'Empire, d'autant que l'époque de la séparation du judaïsme et du christianisme est mal définie.
Néanmoins, il existe des persécutions locales organisées contre les chrétiens dès le début du IIe siècle. Ainsi, la lettre de Pline le Jeune de 112, qui parle de « superstition déraisonnable et sans mesure », montre le mécanisme concret de condamnation pour le motif d’obstinatio, l’« entêtement » dans le refus d'obtempérer à l'ordre de sacrifier à d'autres dieux sans qu'on puisse identifier quoi que ce soit qui relève d'une persécution religieuse en soi. À cette époque, l'attitude de l'autorité romaine relève plutôt du « politique » et non du « doctrinal » : on réprime le refus public d'adhérer à la cité et à son culte car ce « scandale » entraîne des troubles locaux.
Au troisième siècle, avec la persécution de Dèce (249-251) et de celle de Valérien (257-259), le christianisme connaît pour la première fois de son existence des persécutions généralisées, bien qu'elles soient de courtes durées et d'une efficacité relative. En 260, dès la mort de son père et co-empereur Valérien, Gallien fait cesser la persécution générale en cours et promulgue un édit de tolérance qui constitue la première légitimation officielle du christianisme par les autorités romaines. Cette décision inaugure pour les chrétiens une période de coexistence pacifique avec l'État romain qui est retenue sous le nom de « petite paix de l'Église ».
Mais au début du IVe siècle, le régime de la Tétrarchie donne lieu à une dernière persécution généralisée, connue sous le nom de « Grande persécution ». En 303, Dioclétien et ses collègues lancent plusieurs édits contre les chrétiens  qui ordonnent aux gouverneurs et magistrats municipaux de se saisir et de faire brûler le mobilier et les livres de culte chrétiens ; au début de l’année 304, un édit ordonne, sous peine de mort ou de condamnation aux travaux forcés, à tout citoyen de faire un sacrifice général pour l’Empire. La persécution est très inégalement appliquée sur l’Empire, assez vite abandonnée en Occident après 305, plus longue et sévère en Orient. En 311, Galère décrète l’arrêt de la persécution, édictant peu avant sa mort un nouvel édit de tolérance.
L'historiographie chrétienne – et donc la très grande majorité des sources –, qui s'est développée en même temps que le culte des martyrs, et dont la tradition présente une succession chronologique d'oppositions entre « mauvais empereurs » alternant avec de « bons empereurs », envisage dix vagues de persécutions qu'elle attribue aux empereurs Néron, Domitien, Trajan, Marc Aurèle, Septime Sévère, Maximin le Thrace, Dèce, Valérien, Aurélien et enfin Dioclétien.

## Génocide arménien
En 2007, l'Association internationale des spécialistes des génocides (International Association of Genocide Scholars) est parvenue à un consensus selon lequel « la campagne ottomane contre les minorités chrétiennes de l'Empire entre 1914 et 1923 constituait un génocide contre les Arméniens, les Assyriens et les Grecs pontiques d'Anatolie. ». Premier génocide du XXe siècle perpétré d'avril 1915 à juillet 1916, voire 1923, au cours duquel les deux tiers des Arméniens qui vivent alors sur le territoire actuel de la Turquie périssent du fait de déportations, famines et massacres de grande ampleur. Il est planifié et exécuté par le parti au pouvoir à l'époque, le Comité Union et Progrès, plus connu sous le nom de « Jeunes-Turcs », composé en particulier du triumvirat d'officiers Talaat Pacha, Enver Pacha et Djemal Pacha, qui dirige l'Empire ottoman alors engagé dans la Première Guerre mondiale aux côtés des Empires centraux. Il coûte la vie à environ un million deux cent mille Arméniens d'Anatolie et d'Arménie occidentale. Le Génocide Arménien fait l’objet d’un négationnisme de la part de la population et des autorités turques.

## Persécutions contemporaines

### Outils d'analyse
Il existe un Observatoire de la liberté religieuse dans le monde, créé par l'organisation catholique Aide à l'Église en détresse (AED) qui fournit une base documentaire sur la situation de l'Église catholique et des principales religions dans le monde pour plus d'une centaine de pays.
Depuis 1993, l'ONG chrétienne évangélique Portes Ouvertes dresse un rapport annuel intitulé Index mondial de persécution des chrétiens qui liste les 50 pays qui sont selon elle plus fortement touchés par le phénomène suivant une méthodologie qui pose question.
Le Pew Research Center publie également des informations sur la persécution religieuse, mais sans faire de distinction entre les diverses religions. Leur étude présente l'intérêt de distinguer la persécution « officielle », orchestrée par l'État, de l'hostilité populaire dans chaque pays

### Situation en 2014
En 2014, parfois à l'instar d'autres religions, des Églises chrétiennes sont persécutées à des degrés divers dans plusieurs pays comme la Somalie, le Nigéria, la Syrie, l'Égypte, l'Irak, l'Iran, le Turkménistan, l'Ouzbékistan, le Pakistan, l'Inde, la Corée du Nord, le Laos, le Viêt Nam…
Toujours en 2014, les auteurs du Livre noir de la condition des chrétiens dans le monde estiment entre 100 et 150 millions le nombre de chrétiens qui subissent des atteintes à leur religion dans les termes de l'article 18 de la Déclaration universelle des droits de l'homme. D'après Marc Fromager, directeur de l'AED France, « 200 millions de chrétiens ne sont pas libres de vivre leur foi ». Selon l’Index mondial de persécution 2014 publié par Portes Ouvertes, 2 123 chrétiens sont morts persécutés en 2013. Pour 2014, l'ONG recense au moins 4 344 chrétiens assassinés à travers le monde pour leur foi ainsi que 1 062 lieux de cultes visés.
En outre, la Somalie et l'Irak rejoignent la Corée du Nord – où des milliers de chrétiens sont morts ou forcés au travail dans des camps depuis 1953 – dans la liste des pays où il est interdit de simplement prier et même de croire. Si les chrétiens ne sont pas les seuls discriminés, ils sont les plus touchés dans les atteintes à la liberté de croire dans la mesure où ces atteintes se déroulent dans 110 pays sur 198 étudiés par le Pew Research Center en 2014, souvent victime de fanatisme religieux notamment islamique tel qu'il est à l’œuvre au Moyen-Orient avec l'organisation État Islamique ou Boko Haram au Nigéria mais aussi au Pakistan ou, dans une moindre mesure, en Inde où le parti politique nationaliste Bharatiya Janata Party prône un hindouisme identitaire. Enfin, le nombre de chrétiens chassés de chez eux atteint des sommets en 2015 avec 700 000 chrétiens de Syrie – soit 40% d'entre eux – et 130 000 d'Irak ayant quitté leur pays d'origine. Au Moyen-Orient, « les chrétiens risquent tout simplement de disparaître », s'alarme Marc Fromager, dans son ouvrage sorti en 2015 : Guerres, pétrole et radicalisme, les chrétiens d'Orient pris en étau.

### Situation en 2018
Le rapport dirigé par l’évêque anglican de Truro (Royaume-Uni), Philip Mounstephen, sur la persécution des chrétiens dans le monde et dont une version provisoire est publiée le 2 mai 2019 révèle que « dans certaines régions, le niveau et la nature des persécutions sont sur le point de répondre à la définition internationale du génocide, adoptée par l’ONU ». Il estime qu’à l’échelle mondiale, une personne sur trois, quelle que soit sa religion est victime de persécution, si on inclut aussi les persécutions dites « économiques » (refus de logement, d’emploi), et précise que « les croyants persécutés sont chrétiens, dans une écrasante majorité des cas (80 %) ».

### Situation en 2023
L'Index Mondial de Persécution des chrétiens 2023, établi par Portes Ouvertes, fait état de plus de 360 millions de chrétiens persécutés dans le monde, une persécution qui ne cesse d'augmenter. Suivant cette association chrétienne évangélique, cela représente environ 1 chrétien sur 7 dans le monde, 2 chrétiens sur 5 sur la zone Asie / Moyen-Orient, 1 chrétien sur 5 en Afrique et 1 chrétien sur 15 en Amérique Latine.
La Corée du Nord occupe la première place du classement, avec un score de persécution inédit. Le simple fait de posséder une Bible en Corée du Nord peut être puni d'emprisonnement, de tortures voire d'exécution.